# Margócsy István
Margócsy István (Nyíregyháza, 1949. július 23. –) Széchenyi-díjas magyar irodalomtörténész, kritikus, az ELTE BTK Magyar Irodalom- és Kultúratudományi Intézetének habilitált egyetemi docense, a XVIII–XIX. Századi Magyar Irodalomtörténeti Tanszék vezetője.

## Pályája
Szülei Margócsy József (1919–2013) irodalomtörténész és Oberlander Erzsébet voltak. Középiskolai tanulmányait a nyíregyházi Zrínyi Ilona Gimnáziumban végezte, majd egy év katonáskodás után, 1968-tól az ELTE BTK magyar–orosz szakán kezdte az egyetemet. Fél évig a Lomonoszov Egyetem ösztöndíjasa volt. 1975-ben doktorált, azóta jelenlegi munkahelyén oktat. A hetvenes évek végén és 1983-ban a ún. régi Mozgó Világ (1977–1983) szerkesztője volt a lap ellehetetlenítéséig. Szépirodalmi kritikái már akkor feltűnést keltettek, mára pedig Margócsy a kortárs magyar irodalom egyik meghatározó kritikusegyéniségévé vált. Közérthetőségre törekvő bírálatai nemcsak megbízható ízlésről, jó ítélőképességről tanúskodnak: veretes nyelvezetükkel és utánozhatatlan humorukkal is kitűnnek.
Kétszer egy évig a bécsi egyetem Finnugor Intézetének vendégtanára volt, de Szegeden és az Eötvös Collégiumban is tartott kurzusokat, valamint egy sor előadást tartott a kolozsvári, a bukaresti, a zágrábi, az újvidéki, a pozsonyi, a római, a nápolyi és a göttingeni egyetemeken. Számos diák számára meghatározó élményt jelentő egyetemi oktatói munkája mellett azonban az elitértelmiség utánpótlásnevelésének ügye is foglalkoztatja: a kilencvenes évek első felében a Láthatatlan Kollégiumban esszéírást tanított, jelenleg az Erasmus Kollégium tanulmányi igazgatója.
1989-től alapító szerkesztője a 2000 című kulturális folyóiratnak, 1991–2002 között a Budapesti Könyvszemle (BUKSZ) irodalomtörténeti rovatát vezette. Az 1990-es évek elején a Cserépfalvi Kiadó Poétika című verseskönyvsorozatát szerkesztette; majd az Unikornis Kiadó költészeti sorozatának, A magyar költészet kincsestárának volt főszerkesztője a sorozat befejezéséig.
A József Attila Kör tiszteletbeli és a Szépírók Társaságának tagja.

## Művei
- Jöjjön el a te országod. Petőfi Sándor politikai utóéletének dokumentumaiból; vál., szerk. Margócsy István; Szabad Tér, Bp., 1988
- Klasszika és romantika között; szerk. Kulin Ferenc, Margócsy István; Szépirodalmi, Bp., 1990
- Piranéző. Piranesi parafrázisok; kiállításrend. Czére Andrea, Lengyel László, katalógus szerk. Margócsy István, Czére Andrea, Lengyel László; Szépművészeti Múzeum, Bp., 1994
- A magyar romantika. Válogatás; szerk., utószó Margócsy István; Unikornis, Bp., 1996 (A magyar költészet kincsestára)
- "Nagyon komoly játékok". Tanulmányok, kritikák; Pesti Szalon, Bp., 1996
- Petőfi Sándor. Kísérlet; Korona, Bp., 1999 (Klasszikusaink)
- Hajóvonták találkozása. Tanulmányok, kritikák a mai magyar irodalomról; Palatinus, Bp., 2003
- "Vedd szívessen csekély iratomat...". Irodalom családi használatra. Margócsy József 85. születésnapjára; szerk., szöveggond., sajtó alá rend., jegyz., Margócsy István; Szabolcs-Szatmár-Bereg Megyei Levéltár, Nyíregyháza, 2004 (Szabolcs-Szatmár-Bereg Megyei Levéltár kiadványai. II. Közlemények)
- "…Égi és földi virágzás tükre…" Tanulmányok magyar irodalmi kultuszokról; Holnap, Bp., 2007
- Margináliák. Kritikák több hangra; szerk. Margócsy István; 2000–Palatinus, Bp., 2009
- Petőfi-kísérletek. Tanulmányok Petőfi Sándor életművéről; Kalligram, Pozsony, 2011
- "...a férfikor nyarában". Tanulmányok a XIX. és XX. századi magyar irodalomról; Kalligram, Pozsony, 2013
- Család a háborúban. A Margócsy család emlékei az 1944-45-ös évekből. Margócsy Emilné, Margócsy Józsefné, Margócsy József írásai; szöveggond., kísérő szöv., jegyz. Margócsy István, szerk. Galambos Sándor, Kujbusné Mecsei Éva; MNL Szabolcs-Szatmár-Bereg Megyei Levéltára, Nyíregyháza, 2014 (A Magyar Nemzeti Levéltár Szabolcs-Szatmár-Bereg Megyei Levéltára kiadványai II. Közlemények)
- Eleven hattyú. Kritikagyűjtemény; Kalligram, Pozsony, 2015
- Színes tinták. Tanulmányok, esszék a magyar irodalom különböző arcairól és nézeteiről; Kalligram, Bp., 2020 (Margócsy István válogatott munkái)
- Petőfi Sándor emlékezete. Szerk. Margócsy István, Osiris, Budapest, 2022

## Díjak, kitüntetések
- 1987 – Oltványi Ambrus-díj
- 1994 – Táncsics Mihály-díj (MHB)
- 1995 – Déry Tibor-díj
- 1997-2000 – Széchenyi professzor ösztöndíj
- 1999 – Pro Literatura díj
- 2003 – A Magyar Köztársasági Érdemrend lovagkeresztje
- 2004 – József Attila-díj
- 2004 – Palládium díj (különdíj)
- 2005 – Martinkó András-díj
- 2009 – Széchenyi-díj
- 2010 – Nemes Nagy Ágnes-díj
- 2012 – Szépíró-díj
- 2017 – Móricz Zsigmond-emlékérem
- 2021 – Baumgarten-díj
- 2024 – Osvát Ernő-díj